# اولی چنوث
اولی چنوث (انگلیسی: Ollie Chenoweth؛ زادهٔ ۱۷ فوریهٔ ۱۹۹۲) بازیکن فوتبال اهل بریتانیا است.
از باشگاه‌هایی که در آن بازی کرده‌است می‌توان به باشگاه فوتبال ترورو سیتی، باشگاه فوتبال فروم تاون، باشگاه فوتبال بیدفورد، و باشگاه فوتبال پلیموث آرگیل اشاره کرد.